# Max Reinhardt
Max Reinhardt (9. září 1873 Baden, Dolní Rakousko – 31. října 1943 New York), vlastním jménem Maximilian Goldmann, byl rakouský divadelní režisér a správce divadla.

## Mládí

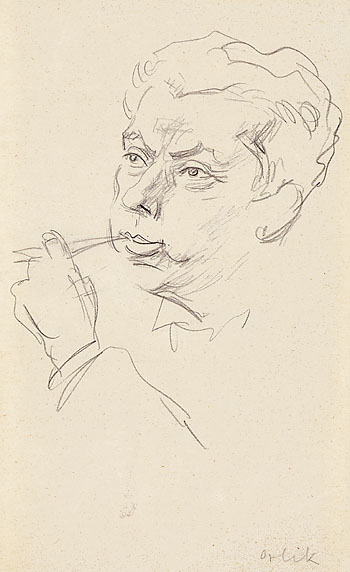
Max Reinhardt, zobrazen Emilem Orlikem

Reinhardt se narodil v židovské rodině nedaleko Vídně. S divadlem se poprvé setkal ve vídeňském Burgtheatru, kam pravidelně chodíval jako divák a začal se zajímat i o divadelní tvorbu. Nastoupil na hereckou školu ve Vídni. V roce 1894 ho na vystoupení v Salcburku objevil ředitel Deutsches Theater v Berlíně Otto Brahm nabídl mu angažmá. Nabídku přijal, vytvořil si zde však odpor ke strohému naturalistickému divadlu, sám měl rád barokní a pohádkové lidové divadlo.
Vystupoval s Brahmovým souborem, současně však inscenačně experimentoval v kabaretu, pro jehož intimní atmosféru měl velký cit. Své první režisérské zkušenosti získal v letech 1902–1905 v Kleines Theater, v němž uvedl téměř padesát her z nejrůznějších zemí a nejrůznějšího stylu. Významná kapitola jeho díla se otevřela roku 1905, kdy se stal Brahmovým nástupcem v roli ředitele Deutsches Theater. Tam roku 1906 otevřel v návaznosti na velký dům malé divadlo, Kammerspiele. Pružnost programu i inscenačního stylu, které toto uspořádání dovolovalo, ovlivnila téměř všecka státní divadla v Německu a nakonec i ve Spojených státech a jinde.

## Tvorba
Největším Reinhardtovým přínosem je jeho zjištění, že neexistuje žádný přístup, který by se hodil pro inscenace všech her. Až do dvacátého století inscenovali režiséři všecky hry ve velmi podobném stylu. Každý režisér si osvojil – přesto, jak široce bylo v druhé polovině devatenáctého století rozšířeno experimentování – jeden výrazný přístup, který pak aplikoval na všechny hry. Pro Reinhardta se každá nová inscenace stala novým problémem k řešení, a to ne pomocí osvědčených receptů, ale podle vodítek obsažených v díle samém. Gorkého drama Na dně, které uvedl v Malém divadle, se dočkalo pěti set repríz a vidělo ho přes čtvrt milionu diváků. Bez ostychu využíval řadu dobových novinek – jako otáčivé jeviště, elektrické a barevné světlo, nebo dokonce běžící pás. Pohrával si se světelnými kontrasty, stínem, barvami. Například, když na hnědém pozadí vynikaly světlejší barevné kostýmy herců, říkalo se, že Reinhardt dělá Rembrandta, že scéna připomíná obrazy tohoto slavného holandského malíře. Jeho přístup k režii se stal v celém dvacátém století nejběžnějším.
Reinhardtova koncepce divadelního stylu zahrnovala fyzické uspořádání jeviště a prostorový vztah mezi hledištěm a herci. V jeho pojetí vyžadovaly některé hry intimní prostředí, jiné zas velké prostory; některé rampu, jiné otevřené pódium. Například Oidipa Vladaře inscenoval v cirku, poněvadž ze všech moderních staveb se zdá cirkusová konfigurace antickému řeckému divadlu nejpodobnější. Reinhardt byl přesvědčen, že režisér je pánem nad všemi složkami inscenace. Pro inscenaci si zpracovával režijní knihu, v níž zachycoval každý detail pohybu, scény, rekvizit, zvuku, světla a kostýmu. V Berlíně koupil a postavil další divadla, roku 1917 založil experimentální scénu Mladé Německo. V roce 1920 založil Max Reinhardt s Richardem Straussem a Hugo von Hofmannsthalem Salcburský festival, ten nese jeho jméno dodnes. Získal vlastní divadlo ve Vídni, podnikal zájezdy do Ruska, Švédska a Velké Británie. Za svůj život pracoval na více než stovce inscenací, proslavil se však především adaptacemi Shakespearova Snu noci svatojánské. Ke tomuto dílu se za svůj život několikrát vracel. Pro jednu z inscenací dokonce nechal vykácet stromy a převézt je na jeviště, navozit tuny mechu a nachytat tisíce světlušek, aby vytvořil dokonalou iluzi lesa. V letech 1905-1933 Reinhardt sám režíroval 136 her a svými experimenty v oblasti inscenačního stylu i divadelní architektury nadlouho ovlivnil německé divadlo.

## Film
O film se Reinhardt zajímal víc, než bylo u většiny jeho divadelních kolegů obvyklé, vedle divadelní práce se tedy stal i filmovým režisérem a producentem. Jeho prvním snímkem byl film Sumurûn v roce 1910. Po této zkušenosti si založil vlastní filmovou společnost. V roce 1912 prodal práva na natočení filmu na motivy své divadelní inscenace „Zázrak“, filmová plnobarevná verze se pak dočkala celosvětového úspěchu. Dva filmy natočil s producentem Paulem Davidsonem snímek Die Insel der Seligen (Ostrov blažených), který přitahoval diváky zejména díky svému erotickému charakteru – herci se objevovali nazí, a Eine Nacht venezianische (Benátská noc) Karla Gustava Vollmoellera, která se točila přímo v Benátkách. K oběma filmům požadoval účast kameramana Karla Freunda, který si dokázal poradit s Reinhardtovými speciálními potřebami, třeba natáčení laguny v měsíčním světle.
Po anšlusu Rakouska v roce 1938 emigroval nejprve do Velké Británie, pak do Spojených států a na Sunset Boulevard v Hollywoodu otevřel vlastní divadelní školu režie a herectví. V roce 1940 se stal občanem Spojených států. Zemřel roku 1943 v New Yorku.

## Literatura v němčině

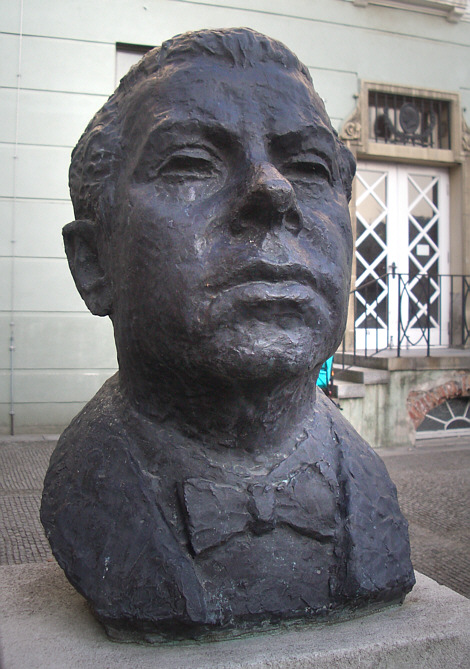
Památník Maxe Reinhardta před Německým divadlem v Berlíně